# Semir Pepic
Semír Pepic (ur. 25 września 1972) – czechosłowacki, słowacki, a od 2003 roku australijski judoka. Trzykrotny olimpijczyk. Zajął 21. miejsce w Atlancie 1996 i Pekinie 2008, odpadł w eliminacjach w Atenach 2004. Walczył w wadze półciężkiej i ciężkiej.
Uczestnik mistrzostw świata w 1993, 1997, 1999, 2005, 2007 i 2009. Startował w Pucharze Świata w latach 1992, 1993, 1995–1999, 2006 i 2007. Wicemistrz Europy w 1999, a także igrzysk wojskowych w 1995. Dwa medale na MŚ wojskowych. Zdobył cztery medale mistrzostw Oceanii w latach 2004 - 2006. Mistrz Czechosłowacji w 1991; Słowacji w latach 1993-1997 i 1999; Australii w 2003, 2005 i 2009 roku.

## Letnie Igrzyska Olimpijskie 1996
| Konkurencja | Eliminacje                | Eliminacje            | Klas. końcowa |
| Konkurencja | Przeciwnik I              | Przeciwnik II         | Miejsce       |
| ----------- | ------------------------- | --------------------- | ------------- |
| 95 kg       | Mohamed Bu Sakher (KUW) Z | Daniel Gowing (NZL) P | 21.           |

## Letnie Igrzyska Olimpijskie 2004
| Konkurencja | Eliminacje             | Eliminacje                | Eliminacje                      | Repasaże                | Klas. końcowa |
| Konkurencja | Przeciwnik I           | Przeciwnik II             | 1/4                             | Przeciwnik I            | Miejsce       |
| ----------- | ---------------------- | ------------------------- | ------------------------------- | ----------------------- | ------------- |
| +100 kg     | Sergio Camacho (COL) Z | Martin Boonzaayer (USA) Z | Sejjed Mahmudreza Miran (IRI) P | Selim Tataroğlu (TUR) P | 4 runda.      |

## Letnie Igrzyska Olimpijskie 2008
| Konkurencja | Eliminacje                   | Klas. końcowa |
| Konkurencja | Przeciwnik I                 | Miejsce       |
| ----------- | ---------------------------- | ------------- |
| +100 kg     | Jełdos Ichsangalijew (KAZ) P | 21.           |